# Приключения Шерлока Холмса (телесериал)
«Приключения Шерлока Холмса» (англ. The Adventures of Sherlock Holmes) — британский детективный сериал производства Granada Television, серия экранизаций произведений Артура Конан Дойля о Шерлоке Холмсе. Роль Шерлока Холмса исполнял Джереми Бретт, Холмс в его исполнении считается одним из лучших в кино. Дэвид Бёрк играл доктора Ватсона в первом сезоне, однако был вынужден уйти из сериала, чтобы присоединиться к Королевской шекспировской труппе вместе со своей женой. Он рекомендовал Эдварда Хардвика как замену себе, и Хардвик был утвержден на роль Ватсона.
Каждый из четырёх сезонов сериала имел собственное название — «Приключения Шерлока Холмса» (англ. The Adventures of Sherlock Holmes; 1984—1985), «Возвращение Шерлока Холмса» (англ. The Return of Sherlock Holmes; 1986—1988), «Архив Шерлока Холмса» (англ. The Case-Book of Sherlock Holmes; 1991—1993) и «Мемуары Шерлока Холмса» (англ. The Memoirs of Sherlock Holmes; 1994). Из 60 оригинальных произведений о Холмсе две повести и 39 рассказов стали основой для 41 эпизода сериала.

## Синопсис
Знаменитый лондонский сыщик Шерлок Холмс уже много лет снимает квартиру на Бейкер-стрит, где и принимает своих клиентов. Каждый день люди приходят к нему с разными просьбами. Кто-то просит спасти их от обвинений в преступлениях, которых они не совершали, кто-то просит спасти их от преступников. Клиентура Шерлока Холмса не ограничивается простыми людьми — к знаменитому сыщику обращаются и титулованные особы, и даже члены правительства.
Холмс всегда раскрывает преступления, а в этом ему помогают его верные друзья — компаньон доктор Ватсон, домоправительница миссис Хадсон и его брат Майкрофт Холмс. Диапазон преступлений, которые расследует Шерлок Холмс, очень велик — преимущественно это убийства, но иногда это кражи, ограбления, киднеппинг и даже государственная измена.

## В ролях
- Джереми Бретт — Шерлок Холмс (1984—1994)
- Дэвид Бёрк — доктор Ватсон (1984—1985)
- Эдвард Хардвик[англ.] — доктор Ватсон (1986—1994)
- Розали Уильямс[англ.] — миссис Хадсон (1984—1994)
- Колин Дживонс[англ.] — инспектор Лестрейд (1984—1992)
- Эрик Портер — профессор Мориарти (1985—1986)
- Чарльз Грей — Майкрофт Холмс (1985, 1988, 1994)

## Производство

### Кастинг
Изначально продюсером сериала выступил Майкл Кокс, но более поздними эпизодами занимался Джун Уиндем-Дэвис. Для телевидения эпизоды были адаптированы сценаристом Джоном Хоуксуортом, который также написал сценарии многих эпизодов. В число сценаристов можно также включить Александра Бэрона, Джереми Пола, Тревора Боуэна и Алана Плейтера.
Джереми Бретт исполнил роль Шерлока Холмса. Его «напряженный и резкий» Холмс сразу же завоевал популярность у зрителей. Хотя за свою 40-летнюю карьеру Бретт сыграл множество ролей, публика запомнила его прежде всего как исполнителя роли Шерлока Холмса в сериале, снятом по сценарию Джона Хоуксворта, в основу которого легли рассказы Артура Конан Дойла. Джереми Бретт снялся в 41 эпизоде сериала. Сам же Бретт говорил, что по множеству параметров и в силу особенностей характера роль холодного, рассудительного сыщика ему просто не подходит. «Я не подхожу на эту роль, моё амплуа — романтические и героические персонажи. И я постоянно чувствовал, что мне нужно прятать огромную часть меня самого, поэтому, думаю, я часто выглядел бесцеремонным, иногда даже несколько грубым», — рассказывал актёр. В то же время Бретт очень сильно старался вжиться в свою роль, он читал сценарии на съемочной площадке во время обеденных перерывов, обращая внимание на каждый нюанс, даже в выходные дни он по несколько раз перечитывал сценарии, вдаваясь во все детали. Во время съёмок он страдал маниакальной депрессией, а позже у него диагностировали биполярное расстройство. Несмотря на болезнь, Бретт буквально вживался в свою роль.
Джереми Бретт добавил к характеру Холмса нечто такое, чего не сделал никто из тех, кого я видела: Он привнес в эту роль чувство юмора. И он, и Дэвид Бёрк, и Эдвард Хардвик дали нам понять, что этот Холмс был очень хорошим другом Джона Ватсона. Я думаю, что Шерлок Холмс очень нуждался в таком лечении. Конан Дойл не хотел, чтобы Холмса воспринимали так серьёзно, как это делают некоторые шерлокианцы. Это был их революционный вклад в этот уставший жанр, и заслуга в этом принадлежит этим трём актёрам. Я не могу представить себе Шерлока Бретта без его двух Ватсонов.
Оригинальный текст (англ.)Jeremy Brett added something to the character of Holmes that no one else whom I have seen has done: He brought a sense of humor to the part. And he and David Burke and Edward Hardwicke let us know that this Holmes was very good friends with John Watson. I think that Sherlock Holmes badly needed this sort of treatment. Conan Doyle never intended Holmes to be taken as seriously as some Sherlockians take him. That was their revolutionary contribution to this tired genre, and the credit for this belongs very much to these three actors. I cannot imagine Brett's Sherlock without his two Watsons.
— режиссёр Нэнси Бейман о Джереми Бретте
Роль Ватсона изначально досталась Дэвиду Бёрку, который ранее играл одну из ролей в адаптации «Шерлока Холмса» для фильма ВВС 1965 года, где главные роли исполнили Дуглас Уилмер и Найджел Сток. Бёрк снимался только в первом сезоне сериала до 1985 года, затем он присоединился к Королевской шекспировской труппе. Он был заменен Эдвардом Хардвиком, который играл Ватсона с 1986 года и до конца сериала. В дополнение к Бретту, Бёрку и Хардвику, среди других регулярных актёров были Розали Уильямс, сыгравшая домоправительницу миссис Хадсон, и Колин Дживонс в роли инспектора Лестрейда из Скотланд-Ярда. Также в нескольких эпизодах появлялся Чарльз Грэй — брат Холмса Майкрофт Холмс, и Эрик Портер в роли профессора Мориарти.

## Эпизоды

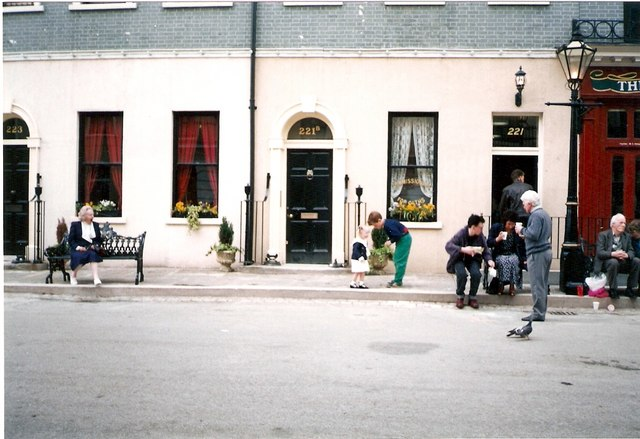
Декорации Бейкер-Стрит на студии Granada.

Телесериал состоял из 41 эпизода, которые были поделены на четыре сезона, каждый из которых имел отдельное название: «Приключения Шерлока Холмса» (1984—1985), «Возвращение Шерлока Холмса» (1986—1988), «Архив Шерлока Холмса» (1991—1993) и «Мемуары Шерлока Холмса» (1994). 36 эпизодов длились 50 минут, а 5 были полнометражными специальными фильмами.
Полномасштабная наружная точная копия Бейкер-Стрит была построена в студиях Гранады на Куэй-Стрит, Манчестер, который позже явился центральной частью Гранадской Туристической достопримечательности перед закрытием в 1999 году. Строительство точной полноразмерной копии Бейкер-Стрит задумывалось с самого начала производства, с той целью, что после съёмок можно будет сделать декорации туристической достопримечательностью.

## Другие произведения
В 1988—1989 годах Джереми Бретт и Эдвард Хардвик играли в пьесе «Секрет Шерлока Холмса», которую специально для них написал и поставил на Вест-Энде сценарист телесериала Джереми Пол.
В 1992 году Бретт и Хардвик также появились в мини-эпизоде (длиной около десяти минут) теледетектива «Тайна четырёх дубов», показанном в рамках благотворительного «Телемарафона 92» по телеканалу ITV. Этот эпизод начинает цикл из четырёх частей последовательной истории с участием звезд детективных сериалов телеканала. Ответ на загадку должны были назвать зрители, позвонив по одному из указанных на экране телефонных номеров.

## Оценки критиков
Исполнение Джереми Бреттом роли Шерлока Холмса часто называется критиками и фанатами одним из лучших исполнений данной роли в истории кино и телевидения. Алекс Уэстторп с сайта Den of Geek называет Бретта «настоящим уникальным актёром — актёром огромного мастерства и яркой личности», по его словам Бретт сделал Холмса «настолько своим», что каждая последующая телеадаптация «должна была бы подходить к творчеству Конан Дойля с совершенно другого направления».

## Записи DVD
| Сезон | Сезон                      | Количество эпизодов | Премьера первого эпизода | Премьера последнего эпизода | Дата выхода DVD  | Дата выхода DVD | Дата выхода DVD | Дата выхода DVD |
| Сезон | Сезон                      | Количество эпизодов | Премьера первого эпизода | Премьера последнего эпизода | Регион 1         | Регион 2        | Регион 4        | Регион 5        |
| ----- | -------------------------- | ------------------- | ------------------------ | --------------------------- | ---------------- | --------------- | --------------- | --------------- |
|       | Приключения Шерлока Холмса | 13                  | 24 апреля 1984           | 29 сентября 1985            | 25 сентября 2007 | 24 августа 2009 | н/д             | н/д             |
|       | Возвращение Шерлока Холмса | 13                  | 9 июля 1986              | 31 августа 1988             | 25 сентября 2007 | 24 августа 2009 | н/д             | н/д             |
|       | Архив Шерлока Холмса       | 9                   | 21 февраля 1991          | 3 февраля 1993              | 25 сентября 2007 | 24 августа 2009 | н/д             | н/д             |
|       | Мемуары Шерлока Холмса     | 6                   | 7 марта 1994             | 11 апреля 1994              | 25 сентября 2007 | 24 августа 2009 | н/д             | н/д             |